# Control (игра)
Control — компьютерная игра в жанре action-adventure, разработанная финской компанией Remedy Entertainment и выпущенная 505 Games для Microsoft Windows, PlayStation 4 и Xbox One в 2019 году. Игра была портирована на PlayStation 5 и Xbox Series X/S в 2021; её «облачные» версии выпускались для Nintendo Switch, Amazon Luna и Stadia.
Сюжет игры связан с «Федеральным Бюро Контроля», вымышленным государственным ведомством США, которое пытается сдерживать и изучать паранормальные явления. Главная героиня Джесси Фейден, новый директор Бюро, должна исследовать Старейший Дом — штаб-квартиру Бюро, в которой происходит всё действие игры, — и защитить и свою организацию, и остальной мир от вторжения «Иссов», враждебных сущностей из другого измерения. Находя в Старейшем Доме различные «Предметы Силы», Джесси получает различные паранормальные способности, наподобие телекинеза или левитации, которые может использовать как в сражениях с врагами, так и для того, чтобы попасть в новые, ранее недоступные области игрового мира. 
Разрабатывая Control, студия Remedy вдохновлялась различными произведениями о паранормальных явлениях и теориях заговора наподобие «Секретных материалов» или «Твин Пикс»; особым источником для подражания стал сетевой литературный проект SCP Foundation. Интерьеры Старейшего Дома выполнены в архитектурном стиле брутализма, напоминая оформлением и обстановкой бюрократические учреждения времён Холодной войны. Действие игры происходит в той же вселенной, что и действие игр Remedy о писателе Алане Уэйке, и Control и Alan Wake 2 содержат взаимные отсылки друг к другу; дополнение AWE к Control представляет собой кроссовер между двумя сериями. После выхода Control получила положительные отзывы критиков и ряд наград, в частности, за художественный стиль и дизайн. На февраль 2024 года было продано более 4 миллионов копий игры. В разработке находятся игра-продолжение Control 2 и многопользовательская игра-спин-офф FBC: Firebreak.

## Игровой процесс
Как и в предыдущих проектах Remedy, управление в Control осуществляется от третьего лица. Игрокам предстоит сражаться против врагов, используя пистолет Директора, который может быть преобразован в разные формы. Пистолет также может быть модернизирован для повышения его боевой эффективности. Кроме того, у игроков будет доступ к различным сверхъестественным и телекинетическим способностям. Например, главная героиня может использовать обломки, чтобы сформировать защитный щит и бросать предметы в сторону врагов, используя их как оружие. Игроки могут приобретать способности Предметов Силы, выполняя побочные квесты или исследуя мир игры. Это предметы, которые могут быть использованы для открытия новых навыков, таких как способность Джесси левитировать. Remedy добавили, что игра менее линейна, чем предыдущие игры, и что у игроков будет много возможностей для изучения мира. В игре также планировался кооперативный геймплей, но от этой идеи пришлось отказаться.

## Сюжет
Джесси Фейден (в исполнении Кортни Хоуп) после общения с паранормальным существом, которое она называет Полярис, прибывает в Старейший Дом — штаб-квартиру Федерального Бюро Контроля. Она ищет своего брата Дилана, который был похищен бюро семнадцать лет назад после альтернативного мирового события в их родном городе Ординариуме. Джесси обнаруживает, что предыдущий директор Бюро, Захария Тренч, совершил самоубийство.
Джесси находит пистолет, являющийся Предметом силы, и переносится в астральное измерение, где она завершает испытание Совета — паранормальных существ, которые управляют Бюро из тени, и становится новым директором Бюро. Джесси выходит из офиса Тренча и обнаруживает, что Старейший Дом был захвачен враждебной силой, известной как Иссы (Hiss), которые захватывают агентов Бюро и искажают архитектуру здания. Джесси использует предмет силы, известный как Телефон прямой связи, чтобы слушать воспоминания Тренча, из которых узнаёт о команде предыдущего директора, состоящей из руководителя операций Хелен Маршалл, главы исследований доктора Каспера Дарлинга (в исполнении Мэттью Порретта), главы отдела коммуникаций Альберто Томасси и начальника службы безопасности Лина Сальвадора.
Помогая выжившим агентам ФБК, Джесси входит в Сектор обслуживания и направляется к Ахти — таинственному финскому уборщику, чтобы восстановить подачу электричества и отремонтировать систему охлаждения АЭК здания для предотвращения крупного обвала. Затем Джесси использует право директора, чтобы снова открыть другие сектора, и входит в Сектор исследований в поисках Хелен Маршалл, которая, по её мнению, знает о Дилане. Джесси помогает Маршалл в восстановлении Сектора исследований и обеспечении производства РУГ; та рассказывает, что Дилан, известный Бюро как «Идеальный кандидат 6» или И6, был кандидатом на роль директора из-за его особых способностей, но после того, как он оказался нестабильным и убил нескольких агентов Бюро, он был перемещён в Сектор содержания. Джесси направляется туда, чтобы найти Дилана, после чего узнаёт, что тот внезапно появился в Отделе управления и добровольно сдался агентами ФБК. Дилан говорит Джесси, что он принял Иссов, которые, по его мнению, освободят его из Бюро. От брата Джесси узнает, что предмет силы Диапроектор из Ординариума является источником Иссов. Дилан предупреждает Джесси не доверять Полярис, но она решает найти и отключить Диапроектор, чтобы остановить Иссов.
Джесси исследует программу идеального кандидата и узнает, что она, так же как и Дилан, рассматривалась на роль директора, и что Диапроектор содержится в Секторе исследований. Ахти дает Джесси кассетный плеер, который позволяет ей перемещаться по лабиринту, созданному предметом силы Пепельницей, защищающему камеру Диапроектора. В камере Джесси не находит пропавший Предмет Силы, но узнает, что доктор Каспер Дарлинг провел несколько экспедиций в единственное сохранившееся измерение слайдов (другие слайды были сожжены Джесси за несколько лет до этого), обнаружив многомерный организм, названный Гедроном, который является источником резонанса, способного нейтрализовать влияние Иссов на людей.
Джесси обнаруживает, что Гедрон — это Полярис, которая вызвала Джесси, чтобы спасти её от Иссов. Несмотря на попытки Джесси спасти Гедрона, он был уничтожен Иссами. Разум Джесси почти захвачен, поскольку резонанс Гедрона колеблется, однако ей удаётся связаться с пропавшим доктором Дарлингом, от которого она узнаёт, что Гедрон был лишь проводником резонанса Поляриса и Джесси может заменить его и восстановить контроль. Джесси узнает, что Тренч сохранил один из слайдов и был первым, на кого повлияли Иссы — это произошло во время одной из экспедиций Дарлинга; Тренч был тем, кто использовал опалённый слайд, чтобы впустить Иссов в Старейший дом с целью уничтожить Гедрона, считая, что он пытается захватить Бюро. Джесси находит диапроектор в Отделе ностальгии и взаимодействует с ним, входя в астральное измерение и сталкиваясь с Диланом, через которого Иссы пытаются захватить Совет. Джесси очищает Дилана от Иссов, и он впадает в кому. Наконец, приняв свою новую роль, Джесси решает победить оставшихся Иссов, чтобы восстановить порядок в Бюро.

## Сюжетные дополнения
Remedy анонсировали два сюжетных дополнения ещё до релиза игры — в марте 2019 года.

### The Foundation
Джесси Фейден предстоит узнать историю появления Старейшего дома и открыть странные секреты, о которых ничего неизвестно даже в самом Бюро. Расширение The Foundation включает в себя новые сюжетные миссии и побочные задания, а также новые виды модификаций, вдохновлённые загадочной историей происхождения Старейшего дома. Согласно сюжету, Джесси предстоит отправиться к основанию Дома, чтобы найти Маршалл, которая отправилась туда по приказу предыдущего Директора ФБК — Захарии Трэнча. Дата выхода DLC — 26 марта 2020 года.

### AWE
Бюро изучило наиболее опасные альтернативные мировые события в этом затерянном секторе. Записи были опечатаны, все предметы были взяты под контроль и лишены сил. Теперь же в этом секторе обнаружена брешь и предметы вновь набирают таинственную силу. Расширение AWE также включает в себя новые сюжетные миссии и побочные задания, а также новые виды оружия и модификации. На обложке дополнения присутствует Алан Уэйк из одноимённой игры от этой же студии, что намекает на то, что действия обеих игр происходят в одной вселенной. Дата выхода DLC — 26 августа 2020 года.

## История разработки
Control стала первым крупным проектом финской студии Remedy Entertainment, выпущенным после реорганизации в 2015—2017 годах. В эти годы студия превратилась в публичную компанию, прекратила партнерство с Microsoft как эксклюзивным издателем — что, в частности, сделало возможным выход Control на игровых приставках семейства PlayStation — и начала разработку одновременно двух проектов: многопользовательским шутером CrossfireX и игрой под кодовым названием P7 (Project 7). Эта параллельная разработка началась в 2016 году — до этого времени Remedy работала только над одной игрой за раз, и переход к структуре из двух команд, работающих независимо друг от друга, был для неё давней желанной целью. Руководство студии исходило и из соображений, связанных с вопросами интеллектуальной собственности — в соответствии с условиями сделки с новым издателем 505 Games Remedy должна была сохранить за собой все права на игру. Как это формулировал один из основателей студии Маркус Мяки, «хотелось бы лучше контролировать то, какие игры мы делаем… возможность продолжить [начатую] историю в последующих играх». Он указывал на предыдущие игры студии — Alan Wake и Quantum Break; с ними такой возможности Remedy не получила. Благодаря новому подходу студия сумела сократить и производственный бюджет игры — который для Control составил менее 30 миллионов евро — и сроки разработки: если создание Quantum Break заняло пять лет, а Alan Wake — почти семь, Control была полностью разработана за три года.
По воспоминаниям руководителя разработки игры Микаэля Касуринена, отправной точкой для создания игры стала концепция вымышленного мира, меняющегося и трансформирующего того, что в него попадает, и «Бюро Контроля» как организации, изучающей паранормальные явления и пытающихся сдерживать те из них, что становятся опасными. Одним из источником вдохновения для разработчиков стал сайт SCP Foundation — межавторский проект, публикующий истории о «Фонде SCP» и собираемых этим фондом опасных и удивительных объектах со сверхъестественными свойствами. Досье с описаниями аномалий в Control по формату напоминают описания объектов SCP Foundation. Сценаристка Анна Мегилл упоминала в интервью сайту IGN, что разработчики «копались» на сайте SCP и отчасти почерпнули вдохновение оттуда; сам Касуринен также отмечал, что Control черпала вдохновение из многих источников — помимо SCP Foundation, это были «Секретные материалы», «Твин Пикс» и «Баффи — истребительница вампиров». По его мнению, Федеральное бюро контроля при определённом сходстве всё-таки отличается от Фонда SCP — оно представляет собой государственное ведомство, явно подчинённое правительству США, и одержимо желанием не столько изучать, сколько контролировать аномалии. Чарльз Пирс, представитель администрации SCP Foundation, в интервью сайту Kotaku заявлял, что не считает игру плагиатом — напротив, по его мнению, Control стала «лучшей когда-либо сделанной игрой по SCP», и что Remedy, явно используя идеи SCP, развила их в своём собственном направлении. Нарративный дизайнер студии Брук Мэггс также указывала в интервью на фильм Андрея Тарковского «Сталкер», телесериал «Очень странные дела» и литературное направление «новой странной» фантастики — например, книги Джеффа Вандермеера. По мнению Мэггс, загадочность происходящего в таких произведениях и отсутствие явных объяснений происходящего оправданы: «мы не хотим давать игрокам напрямую все ответы»
28 декабря 2016 года разработчики в интервью Polygon рассказали, что помимо CrossFire 2 также работают над кооперативной игрой Project 7 (рабочее название игры Control). Её действие развернется в открытом мире, и игра предоставит пользователям возможность создавать свои собственные истории. 11 апреля 2017 года стало известно, что Remedy хотят выпустить Project 7 в том числе и на PlayStation 4.
3 мая 2017 года Remedy Entertainment объявили, что заключили контракт с 505 Games, которые вложат в разработку почти 8,5 миллионов долларов и выступят издателем Project 7.
В финансовом отчёте компании за 2017 год значилось, что компания планирует выпустить кинематографический шутер от третьего лица Project 7 в 2019 году. Игра уже прошла путь от предварительного к непосредственному производству.
Официально игра была анонсирована 11 июня 2018 года на выставке E3 2018.
2 июля Remedy запустили видеодневник по своему проекту Control. Первое видео было посвящено главной героине Джесси Фейден и игровой вселенной.
20 марта 2019 года Epic Games подтвердили, что Control станет временным эксклюзивом их цифрового магазина Epic Games Store.
Выход игры состоялся 27 августа 2019 года на платформах Microsoft Windows, PlayStation 4, Xbox One, а 28 октября 2020 года вышла Cloud Version на Nintendo Switch.

## Критика и отзывы
| Сводный рейтинг       | Сводный рейтинг                                     |
| Агрегатор             | Оценка                                              |
| --------------------- | --------------------------------------------------- |
| GameRankings          | - (PC) 87,73 % - (PS4) 82,27 % - (XONE) 86,75 %     |
| Metacritic            | (PC) 85/100 (PS4) 82/100 (XONE) 84/100 (PS5) 85/100 |
| OpenCritic            | 84/100                                              |
| «Критиканство»        | 77/100                                              |
| Иноязычные издания    |                                                     |
| Издание               | Оценка                                              |
| 4Players              | 8/10                                                |
| Destructoid           | 9/10                                                |
| EGM                   | [ 45 ]                                              |
| Eurogamer             | «Рекомендовано»                                     |
| Game Informer         | 8,75/10                                             |
| GameRevolution        | 4,5/5                                               |
| GameSpot              | 8/10                                                |
| GamesRadar+           | 4,5/5                                               |
| GameStar              | 79/100                                              |
| Giant Bomb            | [ 52 ]                                              |
| Hardcore Gamer        | 4,5/5                                               |
| IGN                   | 8,8/10                                              |
| Jeuxvideo.com         | 15/20                                               |
| PCGamesN              | 9/10                                                |
| PC Gamer (US)         | 88/100                                              |
| Push Square           | 7/10                                                |
| Shacknews             | 8/10                                                |
| The Guardian          | [ 60 ]                                              |
| USgamer               | 4/5                                                 |
| VG247                 | [ 62 ]                                              |
| VideoGamer            | 8/10                                                |
| Video Games Chronicle | [ 64 ]                                              |
| Русскоязычные издания |                                                     |
| Издание               | Оценка                                              |
| 3DNews                | 8,5/10                                              |
| GameMAG.ru            | 6/10                                                |
| PlayGround.ru         | 8,5/10                                              |
| Riot Pixels           | 68 %                                                |
| «Игромания»           | «Сойдёт»                                            |
| «Игры Mail.ru»        | 7/10                                                |
| «Канобу»              | 9/10                                                |
| «НИМ»                 | 8,3/10                                              |

По данным агрегаторов рецензий Metacritic и OpenCritic, Control получила «преимущественно положительные» отзывы прессы.
Сайт IGN назвал Control лучшей игрой 2019 года, также присвоив ряд других наград — «Лучшая игра в жанре action-adventure», «лучший арт-дирекшн в компьютерной игре» и «лучший сюжет в компьютерной игре». Подобным образом звание лучшей игры 2019 года Control присвоили издания Game Informer, Electronic Gaming Monthly и GamesRadar; издания Polygon, Easy Allies, USGamer, Giant Bomb, Hardcore Gamer, GameRevolution и GameSpot включили Control в свои списки лучших 10 игр 2019 года. PC Gamer в своем рейтинге лучших игр 2019 года присвоил Control звание «Лучший сеттинг». Сайт Eurogamer, также перечисляя Control среди лучших игр 2019 года, шутливо назвал её «лучшей игрой об уничтожении канцелярских принадлежностей».
К декабрю 2020 года продажи игры на всех платформах превысили в сумме 2 миллиона копий. По итогам 2021 года, согласно финансовому отчёту Remedy, показатель увеличился до более 3 млн копий. Digital Bros — родительская компания издателя 505 Games — сообщила в своей отчётности, опубликованной в марте 2023 года, что получила в общей сложности 92 миллиона евро выручки от продаж игры. На 12 августа 2025 года было продано 5 миллионов копий Control.

## Сиквел
В ноябре 2022 года Remedy Entertainment подтвердили разработку Control 2, заявив, что разработка продолжения, как и в случае с первой частью будет проходить совместно с 505 Games. До анонса проект был известен под кодовым названием Heron.
В апреле 2024 игра перешла на стадию «готовности к производству». 3 ноября 2024 года Remedy объявила, что начало полноценной разработки продолжения назначено на 2025 год.
19 ноября 2024 года Remedy объявила, что продолжение будет в жанре action/RPG. 13 марта 2025 года стало известно, что игра находится на стадии полноценного производства.